# William A. Foley
William A. Foley (n. 21 de abril de 1949) es un lingüista estadounidense de la Universidad de Sídney, que es especialista en lenguas papúes y austronesias. Es autor del libro The Papuan Languages of New Guinea (1986, 'Lenguas papúes de Nueva Guinea'). También es autor de una gramática del yimas (1991), y ha colaborado con Robert Van Valin en el desarrollo de Gramática del papel y la referencia.

## Trabajos publicados
- William A. Foley and Robert D. Van Valin, Jr (1984). Functional syntax and universal grammar. Cambridge: Cambridge University Press.
- William A. Foley (1986). The Papuan Languages of New Guinea. Cambridge: Cambridge University Press. ISBN 0-521-28621-2. Google Books
- William A. Foley (1991). The Yimas Language of New Guinea. Stanford: Stanford University Press. ISBN 0-8047-1582-3
- William A. Foley (1997). Anthropological Linguistics: an introduction. Oxford: Basil Blackwell.
- William A. Foley (2005). "Linguistic prehistory in the Sepik - Ramu basin." In: Andrew Pawley, Robert Attenborough, Robin Hide and Jack Golson, eds, Papuan pasts: cultural, linguistic and biological histories of Papuan-speaking peoples, 109-144. Canberra: Pacific Linguistics.